# Syllogomanie

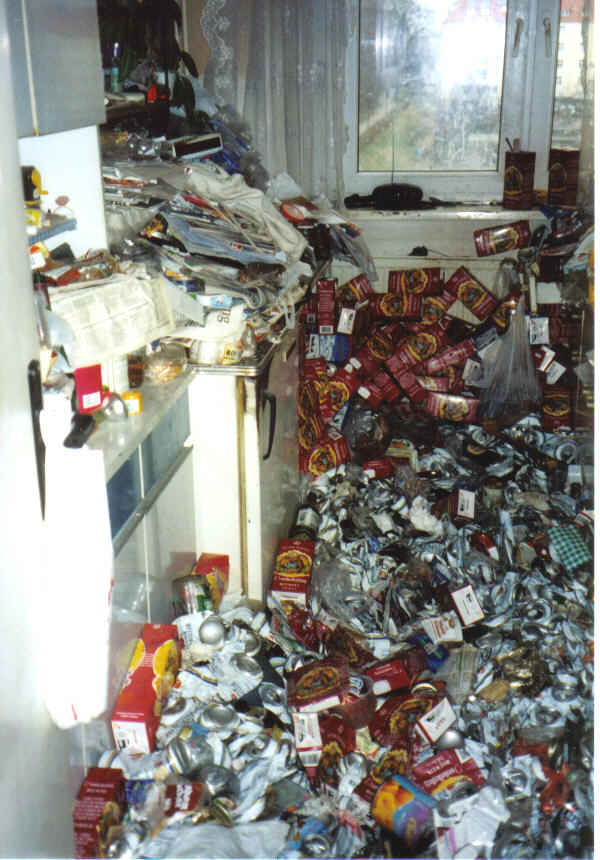
Accumulation d'objets dans l'appartement d'un syllogomane.

La syllogomanie ou accumulation compulsive (du grec ancien : σύλλογος / súllogos « rassemblement ») est le fait d'accumuler de manière excessive des objets (sans les utiliser), indépendamment de leur utilité ou de leur valeur, parfois sans tenir compte de leur dangerosité ou de leur insalubrité. Le syndrome de Diogène constitue une forme extrême de syllogomanie incluant une hygiène personnelle très dégradée.
L’accumulation excessive peut aller jusqu'à affecter la mobilité et interférer avec des activités de base, comme faire la cuisine ou le ménage, voire se laver ou dormir. Dans l'état actuel des connaissances scientifiques, le caractère isolé du trouble n'est pas déterminé, la syllogomanie pourrait possiblement être le symptôme d’une autre affection, comme un trouble obsessionnel compulsif (TOC).
En 2013, la syllogomanie a été inscrite dans la version 5 du Manuel diagnostique et statistique des troubles mentaux.

## Épidémiologie
La syllogomanie est identifiée chez 2 à 6 % de la population adulte. La prévalence est de l'ordre de 2 % chez les adolescents avec une légère prédominance du sexe féminin. On note cependant une légère prédominance masculine sur l'ensemble de la population.
Elle apparaît vers la pré-adolescence, devient chronique et tend à s'aggraver avec les années, avec des exacerbations souvent en rapport avec des chocs émotionnels.

## Caractéristiques générales
Le trouble est défini par :

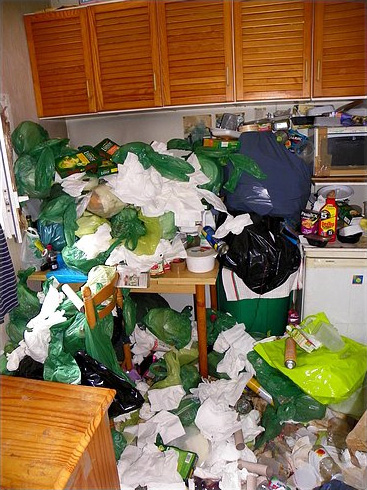
Cuisine insalubre et inutilisable.

- une accumulation volontaire ou incapacité à jeter un grand nombre de possessions qui semblent à toute autre personne inutiles ou d’un intérêt très limité ;
- un lieu de vie encombré au point de limiter les mouvements ;
- un inconfort et une souffrance causés par l’amoncellement des objets.

La syllogomanie, dans ses pires formes, peut être à l'origine d'incendies, de conditions insalubres (infestations de rongeurs et/ou d’insectes), de blessures causées par le désordre et d’autres dangers pour la santé et la sécurité des individus vivant dans ces conditions. Elle a un impact sur les relations avec autrui, en particulier avec la famille proche.
Plusieurs études ont montré une corrélation entre la syllogomanie et les troubles obsessionnels compulsifs (TOC). Il existe cependant des individus qui manifestent les symptômes d’accumulation compulsive sans souffrir d’autres TOC. Des patients atteints d’hyperactivité ou de déficit d'attention en sont souvent victimes. Un syndrome dépressif est fréquemment associé, ainsi qu'une phobie sociale. Ces symptômes associés sont souvent la cause de la consultation et de la découverte de la syllogomanie.
L'inscription en 2013 de la syllogomanie dans la version 5 du Manuel diagnostique et statistique des troubles mentaux a alimenté les débats de spécialistes.

## Terminologie

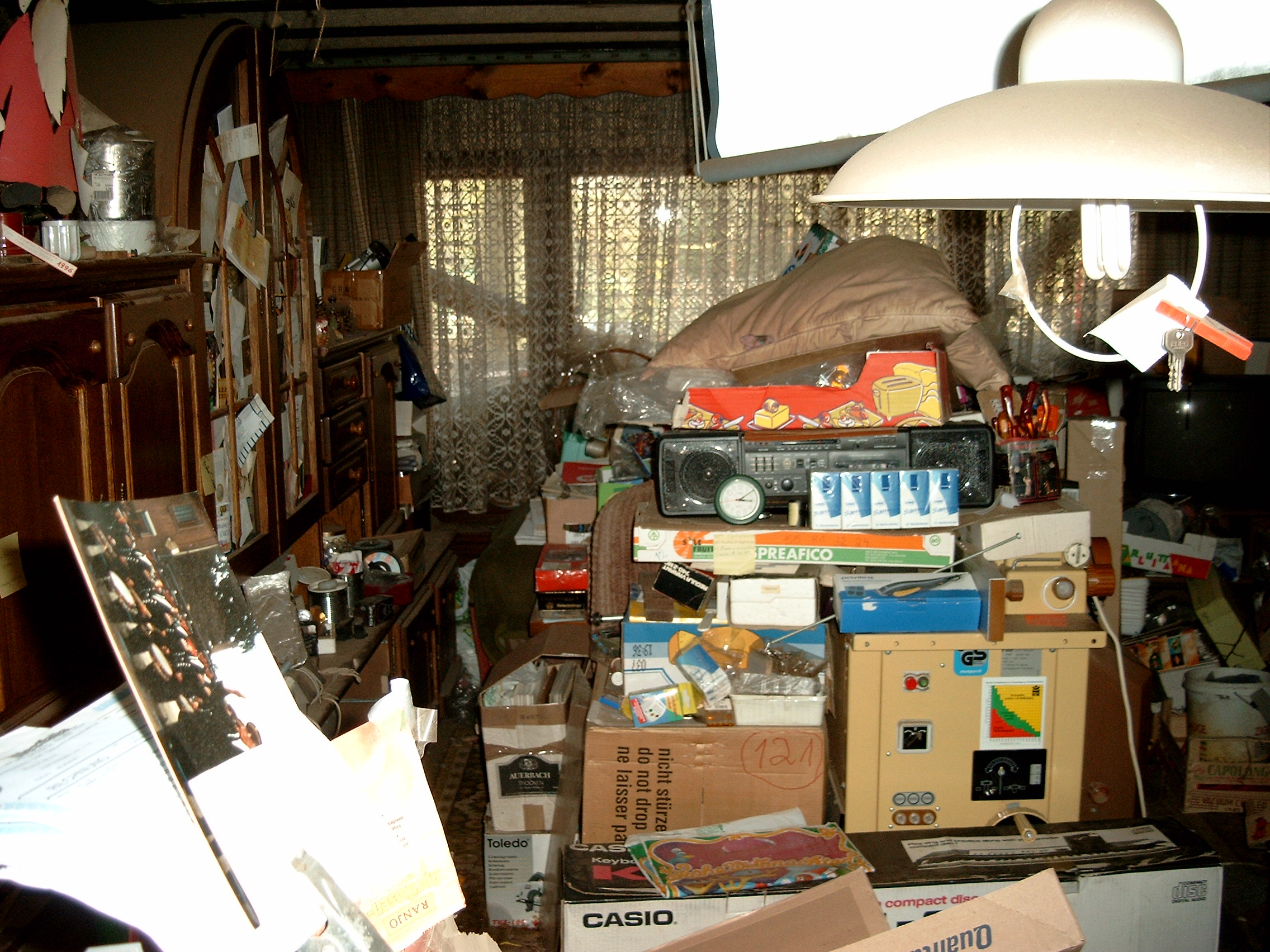
Pièce d'habitation encombrée d'objets divers.

### Bibliomanie
Le bibliomane accumule essentiellement des livres, journaux ou revues.

### Syndrome de Diogène
Dans le syndrome de Diogène, c'est un comportement extrême du syllogomaniaque qui est décrit. Il s'agit d'une référence à Diogène, le philosophe grec qui avait choisi de vivre dans la pauvreté — il aurait vécu dans un tonneau — pour rejeter radicalement les conventions sociales. Cette expression est apparue dans une série de cas décrits par Clark en 1975. Toutefois, cette appellation est sujette à controverse, car les patients atteints du syndrome de Diogène ont certes un comportement d’accumulation pathologique, mais aussi une mauvaise hygiène, un isolement social, de l’indifférence face à leurs conditions de vie, et ont habituellement des problèmes médicaux non traités. Il s'agirait probablement d'un sous-groupe spécifique de patients qui ont un comportement syllogomaniaque et cette expression ne doit pas être utilisée comme un synonyme du trouble de syllogomanie.

### Syndrome de Noé
Le syndrome de Noé correspondant à une accumulation compulsive d'animaux, il n'est cependant pas clair actuellement de savoir s'il s'agit d'une forme particulière de syllogomanie ou d'un syndrome différent. Néanmoins, les personnes aux prises avec un TOC n'étant pas confinées à accumuler uniquement des objets inanimés, l'accumulation d'animaux peut en être l'une de ses manifestations. Le phénomène peut être défini comme l'accumulation d'un grand nombre d'animaux et un échec à leur donner les soins minimaux de santé (alimentation, hygiène, vétérinaire). L'accumulation d'animaux peut amener une détérioration de la santé des animaux, ainsi que du milieu de vie de la personne qui les accumule (surpeuplement, insalubrité).

## Cas célèbres

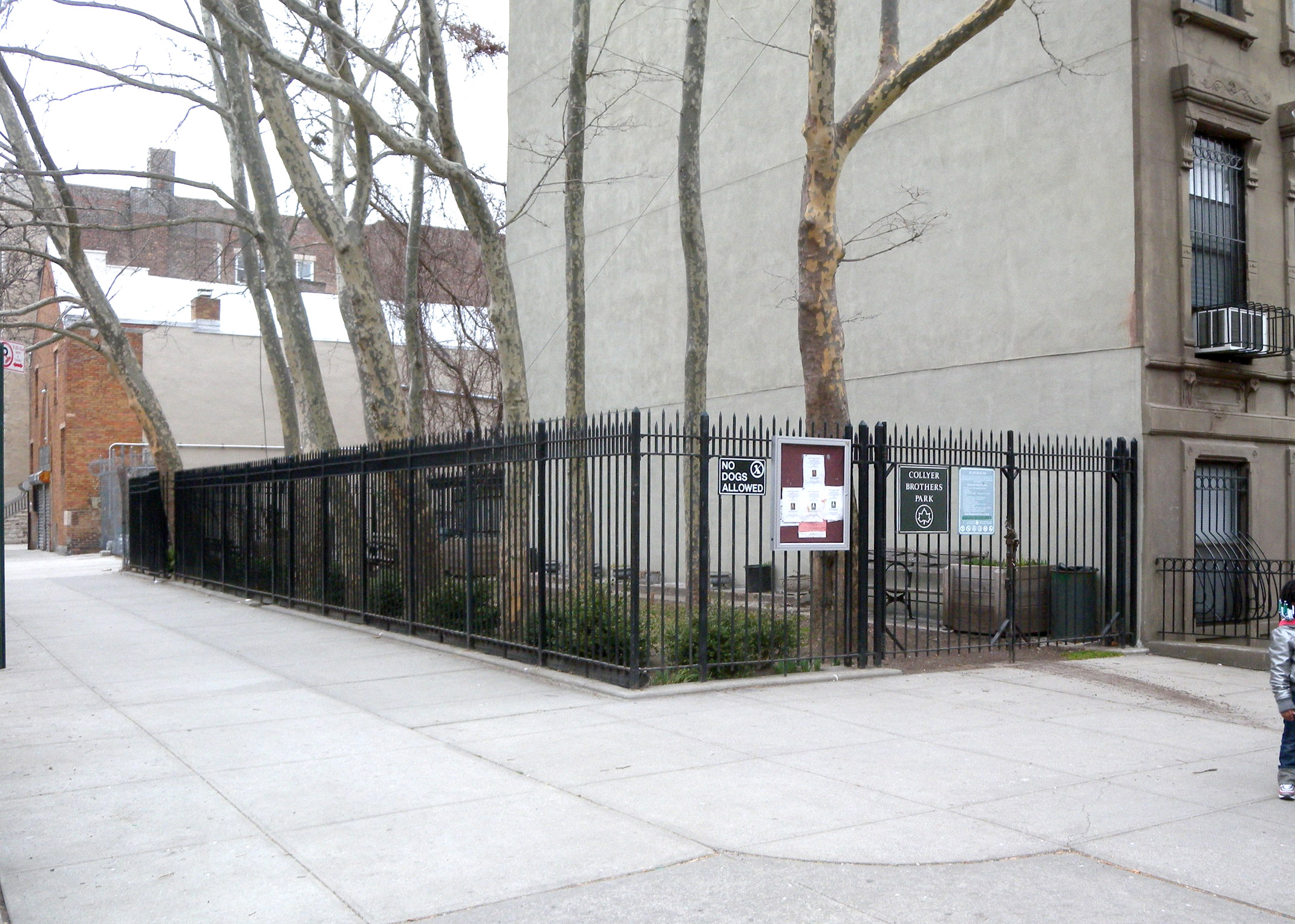
Le site de la demeure des frères Collyer, transformé en parc de poche après la démolition de la maison, rendue nécessaire par le risque d’incendie qu’elle présentait.

Les frères Langley et Homer Lusk Collyer, dits « les ermites de Harlem », qui avaient accumulé 136 tonnes de bric-à-brac dans leur immeuble de trois étages à New York, dont 25 000 livres, ont péri en 1947, victimes des pièges qu’ils avaient installés dans leur demeure pour se protéger des voleurs. Le cadet, Langley Collyer, a été écrasé par une valise et trois énormes liasses de journaux alors qu’il rampait dans un tunnel de magazines pour nourrir son frère paralytique et aveugle. Ce dernier est mort de soif quelques jours plus tard.

## Physiopathologie
Il a été noté que les individus qui manifestent ces symptômes tendent à avoir un métabolisme cérébral du glucose différent des autres personnes[source insuffisante]. Une cause génétique est possible, mais semble jouer un rôle uniquement chez les hommes.

## Traitement
Les troubles sont en général traités par la psychothérapie (thérapie cognitivo-comportementale,) ou les antidépresseurs.
La thérapie cognitivo-comportementale semble moins efficace chez la personne âgée alors que la paroxétine pourrait avoir une certaine efficacité.

## Dans la culture populaire

### Littérature
Dans le roman Le Musée de l'innocence, Orhan Pamuk décrit la compulsion d'accumulation d'objets divers et insolites de la part de son héros, Kemal. La syllogomanie est ici mise en scène de manière magistrale.
Dans son roman La Bête et la Belle, Thierry Jonquet fait raconter l'histoire par le chien d'un syllogomane.
Tout garder de Carole Allamand, est une enquête sur le syndrome de Diogène, ce mal mystérieux et fascinant des sociétés dites avancées.

### Médias
Une montée de la conscience sociale à ce sujet dans le monde anglo-saxon est expliquée en partie par la diffusion de deux séries télévisées documentaires, Hoarders, sur la chaîne A&E et Hoarding: Buried Alive, sur la chaîne TLC[réf. souhaitée].
En 2014, la chaîne Chérie 25 diffuse Mon TOC : Accumulateur Compulsif, traduction française de l'américain Hoarding: Buried Alive (2010).
Le 18 août 2014, la chaine Arte réalise un reportage de 26 minutes pour l'émission de vulgarisation scientifique X:enius, intitulé « Qu’est-ce-que la syllogomanie ? ».

### Séries télévisées
La syllogomanie a inspiré plusieurs scénaristes de séries télévisées qui en ont fait soit l'argument central, soit une utilisation périphérique, pour un épisode.
- Dans la série Les Rues de San Francisco : dans l'épisode 22 de la saison 1, intitulé « Le Mort-vivant », Stone & Keller enquêtent sur la mort d'un petit garçon dans une maison où un vieil homme amasse depuis des années de façon compulsive de nombreux objets.
- Dans la série South Park : dans l'épisode 10 de la saison 14, intitulé « Inseption, m'voyez », les personnages de Stan ainsi que de Mr. Mackey accumulent des objets dans leurs casier et bureau respectifs.
- Dans la série Les Simpson : dans la saison 22, épisode 16, intitulé « Le Songe d'un ennui d'été », on découvre que le personnage de la « Folle aux chats » vit au milieu d'une accumulation compulsive d'objets.
- Dans la série Bones : dans la saison 5, épisode 22, intitulé « La Fuite en avant », le docteur Temperance Brennan et l'agent Booth enquêtent sur la mort d'un collectionneur compulsif, agoraphobe, enfermé chez lui depuis un an. L'état de délabrement de son appartement et la profusion spectaculaire des objets accumulés et entassés montrent comment se manifeste la syllogomanie à un degré extrême.
- Dans la série Candice Renoir : dans la saison 8, épisode 3 intitulé « Abondance de biens ne nuit pas », l'équipe d'enquêteurs est aux prises avec un syllogomane impliqué dans la disparition d'une personne.
- Dans la série Grey's Anatomy: Station 19 : dans la saison 2, épisode 3 intitulé « Le Chaud et le froid », l'équipe de la station 19 intervient dans un appartement qui risque de s'effondrer à la suite de l'accumulation compulsive d'objets par une personne âgée.